# Mladá Itálie

Prapor Mladé Itálie

Mladá Itálie (italsky: La Giovine Italia) bylo italské politické revoluční hnutí usilující o vyvolání povstání na italských územích okupovaných Rakouským císařstvím a o sjednocení Itálie (risorgimento). Hnutí bylo založené v roce 1831 Giuseppem Mazzinim. Heslem bylo „Jednota, síla a svoboda“. Nejznámějším členem Mladé Itálie byl Giuseppe Garibaldi, který se připojil k hnutí kolem roku 1833 poté, co se setkal s Mazzinim v Ženevě.
V červnu 1831, krátce po své emigraci, Mazzini napsal dopis králi Karlu Albertovi Sardinskému, ve kterém ho požádal, aby sjednotil Itálii a vedl národ. O měsíc později, přesvědčen, že jeho dopis se ke králi nedostal, založil vlastní hnutí v Marseille a dal mu republikánský směr. Kolem roku 1833 mělo hnutí asi 60 000 členů. Ve stejném roce bylo mnoho členů, kteří plánovali vzpouru v Savojsku a Piemontu, zatčeno a popraveno sardinskou policií. Garibaldi byl v nepřítomnosti odsouzen k smrti, ale podařilo se mu uprchnout do Francie. Také v Rakousku byla příslušnost k hnutí trestána smrtí.
Po neúspěšném Mazziniově povstání v Piemontu a Savojsku v únoru 1834 hnutí na nějakou dobu zmizelo ze scény a vynořilo se znovu v roce 1838 v Anglii. Ovšem také další povstání ve 40. letech – na Sicílii, v Abruzzu, Toskánsku, Lombardii, Romagně, Bologni – neuspěla. Rovněž povstalecká Římská republika z roku 1849 měla krátkého trvání, rozdrtila ji francouzská armáda přivolaná na pomoc papežem Piem IX. Paradoxně to byl právě tento papež, jehož Mazzini zpočátku vzýval jako možného paladina nové Itálie. Mazziniho hnutí bylo v podstatě rozbito po poslední neúspěšné vzpouře proti Rakousku v Miláně v roce 1853. Ke sjednocení Itálie však nakonec došlo, a to poměrně brzy – v roce 1860, ovšem nikoli díky revoluci, ale spíše díky válce, do níž se z taktických důvodů zapojila Francie (viz druhá italská válka za nezávislost).
Mladá Itálie navazovala na starší hnutí karbonářů. Sama ovšem inspirovala. Po Evropě vznikla podobná hnutí, některá založil sám Mazzini. Celoevropské hnutí Mladá Evropa (Giovine Europa) bylo vytvořeno v roce 1835. Velmi blízká byla též hnutí jako Junges Deutschland, Młoda Polska nebo Mladoturci. Inspiraci v Mladé Itálii hledalo také srbské hnutí Mladá Bosna na počátku 20. století v okupované Bosně a Hercegovině.